# Andrej Magdevski
Andrej Magdevski (nacido el 14 de enero de 1994 en Skopie, Macedonia del Norte) es un jugador de baloncesto de Macedonia del Norte, que actualmente forma parte de la plantilla del KK MZT Skopje de la Makedonska Prva Liga (baloncesto).

## Trayectoria
Tras pasar por las categorías inferiores del KK Partizan y del Real Madrid Baloncesto, en verano de 2014 firma por el Clínicas Rincón.
Magdevski, nacido en Skopje, disputó con el Clínicas, en LEB Oro, 27 partidos, con una media de 16:28 minutos, con 4,3 puntos (28,8% en triples), 1,7 rebotes, 1,3 asistencias y 2 de valoración. Cuando Magdevski abandonó en 2013 el Real Madrid para fichar por el equipo malagueño se esperaba más del jugador. Y el propio Magdevski estaba convencido de poder tener oportunidades de entrenarse habitualmente con el primer equipo e incluso tener opciones de poder jugar en el Unicaja. 
En 2015, disputa el Europeo sub’19 «B» con un grandísimo rendimiento, ya que promedia 20,3 puntos, 7,3 asistencias y 6,3 rebotes por encuentro con Macedonia. Al terminar dicho Europeo, se compromete con el KK Partizan.